# Rogelio Núñez
Rogelio Núñez Guajardo (* 6. März 1927 in Santiago; † 2. November 2009 ebenda) war ein chilenischer Fußballspieler. Der Abwehrspieler absolvierte zwei Länderspiele für die chilenische Nationalmannschaft und wurde auf Vereinsebene zweimal chilenischer Meister. 

## Karriere

### Verein
Rogelio Núñez, auch Mono genannt, begann im Stadtviertel Macul beim Santiago Salfate FC mit dem Fußballspielen. 1944 wechselte der Abwehrspieler in die Jugend vom CSD Colo-Colo, bei dem er 1948 den Sprung in die Profimannschaft schaffte. Mit den Albos wurde er 1953 und 1956 chilenischer Meister. 1958 ging Núñez zu Deportes La Serena, wo er nach der Saison 1959 seine Karriere beendete.

### Nationalmannschaft
Rogelio Núñez debütierte im Mai 1953 beim Freundschaftsspiel gegen England für die Nationalmannschaft Chiles. Im Juli 1953 spielte er ein weiteres Freundschaftsspiel gegen Spanien, das zugleich sein letztes Länderspiel war.

## Erfolge
Colo-Colo
- Chilenischer Meister: 1953, 1956